# 格尔德·霍恩贝格尔
格尔德·霍恩贝格尔（德語：Gerd Hornberger，1910年2月17日—1988年9月13日），德国男子田径运动员。他曾代表德国参加1936年夏季奥林匹克运动会田径比赛，获得男子4×100米接力铜牌。